# هیروکی اوکودا
هیروکی اوکودا (انگلیسی: Hiroki Okuda؛ زادهٔ ۵ اکتبر ۱۹۹۲) بازیکن فوتبال اهل ژاپن است.
از باشگاه‌هایی که در آن بازی کرده‌است می‌توان به باشگاه ورزشی یوکوهاما اشاره کرد.